# Вилма Орем
Вилма Елизабета Форстер, рођ. Орем (енгл. Wilma Elizabeth Forster, Oram; Викторија, 17. август 1916 — 28. мај 2001) била је медицинска сестра аустралијске војске током Другог светског рата. Евакуисана је из Сингапура фебруара 1942. године и била је путница брода Vyner Brooke када је брод потопљен у Бангка мореузу од стране јапанска авијације. Након што је проживела бродолом, успела је да дође до острва Бангка где је постала ратна заробљеница све до 1945. године. У заточеништву је била заједно са колегиницом Вивијан Булвинкел и списатељицом Бети Џефри.
Након завршетка Другог светског рата, Вилма се удала за Алена Ливинстоуна Млађег, који је такође био ратни заробљеник. Заједнички живот провели су на фарми млека у аустралијском граду Кардинија у држави Викторија, Брачни пар је имао четворо деце. Осим што је радила на фарми, Вилма је била активна чланица организације за војне учеснике рата, а касније је била утицајна у борби за већа права војних ветерана и прикупљању новца за Аустралијски национални меморијални центар посвећен медицинским сестрама, који је откривен у Канбери 2. октобра 1999. године. За своја залагања у рату, Вилма је одликована Орденом Аустралије.